# Résolution 295 du Conseil de sécurité des Nations unies
Membres permanents
- Chine
- États-Unis
- France
- Royaume-Uni
- URSS

Membres non permanents
- Argentine
- Burundi
- Belgique
- Italie
- Japon
- Nicaragua
- Pologne
- Sierra Leone
- Somalie
- Syrie

Résolution no 294 Résolution no 296
La résolution 295 du Conseil de sécurité des Nations unies est adoptée à l'unanimité lors de la 1 573e séance du Conseil de sécurité des Nations unies le 3 août 1971.
Après avoir reçu une lettre du représentant permanent de la Guinée, pays dirigé par Ahmed Sékou Touré, le Conseil a affirmé son intégrité territoriale et son indépendance et a décidé d'envoyer une mission de trois membres du Conseil en Guinée pour consulter les autorités et faire immédiatement rapport sur la situation. La mission devait être nommée après consultation entre le président du Conseil et le secrétaire général.
La demande de cette résolution du gouvernement de Guinée est intervenue après une série d'incursions transfrontalières du gouvernement colonial de Guinée portugaise dirigé par les Portugais au début de 1971, contre les bases de la guérilla indépendantiste du Parti africain pour l'indépendance de la Guinée et du Cap-Vert (PAIGC) en Guinée et le régime du pays qui soutenait et abritait ses dirigeants. Ces incursions ont eu lieu un an après l'invasion de la capitale guinéenne, Conakry (opération Mer verte), le 22 novembre 1970, par les forces dirigées par les Portugais qui ont sauvé les prisonniers de guerre de l'armée portugaise et détruit les ressources militaires de la guérilla. Ces attaques ont cessé, mais les tensions frontalières ont continué jusqu'à l'indépendance de la Guinée-Bissau le 10 septembre 1974 en raison des événements de la révolution des Œillets à Lisbonne, le 25 avril 1974.

### Sources
- (en) Cet article est partiellement ou en totalité issu de l’article de Wikipédia en anglais intitulé « United Nations Security Council Resolution 295 » (voir la liste des auteurs).

### Texte
- Résolution 295 sur fr.wikisource.org
- Résolution 295 sur en.wikisource.org